# Тессе, Рене Ман де Фруле
Рене-Ман де Фруле (фр. René-Mans de Froulay; 11 ноября 1681 — 22 сентября 1746, Ле-Ман), граф де Тессе, гранд Испании 1-го класса — французский государственный и военный деятель.

## Биография
Сын Рене де Фруле, графа де Тессе, маршала Франции, и Мари-Франсуазы Обер, баронессы д'Оне.
Сир де Фруле, граф де Тессе, виконт де Бомон и де Френуа, маркиз де Лаварден и де Лессар, барон д'Амбриер, де Шатонёф и д'Оне.
Первоначально носил титул маркиза де Тессе. 
В 1697 году поступил на службу мушкетером. Кампанию того года провел в Нидерландах.
1 сентября 1699 после отставки отца получил пехотный полк своего имени. В декабре 1700 отправился в Италию. Был с отцом в лагере Сен-Пьер-Линьяно в июле 1701, когда неприятель атаковал аванпост в Карпи. Тессе направился к этому месту, отбросил голову вражеской колонны и деблокировал окруженные части маркиза де Сен-Фремона, после чего следующей ночью присоединился к главным силам.
Сражался в битве при Кьяри, затем закрепился в Мантуе, которую имперцы осаждали в течение шести месяцев, участвовал в бою у Боргофорте, где был разбит и взят в плен генерал Мерси, в боях у Кастель-Мантуано и Сент-Антуана. 22 марта 1702 французы разбили генерала Траутмансдорфа; в этом бою под Тессе была убита лошадь, а сам он получил контузию нижней части живота. Доставил королю сообщение о победе и снятии осады Мантуи.
Вернувшись к войскам, сражался при Санта-Виттории, участвовал в битве при Луццаре и взятии этого города, осаде Гуасталлы и взятии Боргофорте, о чем также доставил сообщение королю.
В январе 1703, после того, как его отец стал маршалом Франции, принял титул графа де Тессе. Присоединился к своему полку в Бонне, участвовал в Германской кампании герцога Бургундского, в том числе в осаде Брайзаха. 17 октября вместо своего полка получил пехотный полк де Со (позднее Руже), вакантный после смерти герцога де Ледигьера. Выступил с ним на осаду Ландау, затем сражался в битве при Шпайере.
В 1704 году отправлен с полком в Итальянскую армию, участвовал в переправе через По, осадах Верчелли, Ивреи и ее цитадели, атаке укреплений Гебриньяна (6.11) и осаде Веруэ, в начале которой был опасно ранен.
2 апреля 1705 командовал десятью ротами гренадер при атаке фортификационных работ по прикрытию Кресчентино, одним из первых  ворвался в укрепление и был при взятии Веруэ 9 апреля. Участвовал в осаде Чивассо герцогом де Ла-Фёйядом. В конце кампании был отряжен атаковать Карпи с тридцатью гренадерскими ротами. В бою под ним была убита лошадь, он получил пулю в бедро и удар шпагой в руку.
Декретом короля Испании от 8 марта 1706 получил достоинство гранда Испании 1-го класса, от которого в его пользу отказался отец, и король Франции патентом, данным в тот же день, разрешил ему принять эту почесть.
В том году участвовал под командованием герцога Орлеанского в осаде Турина и Туринской битве.
15 марта 1707 произведен в бригадиры пехоты. Служил на пьемонтской границе под командованием маршала Тессе. Со своей бригадой одним из первых вошел в укрепления Тулонского лагеря противника. В течение двух дней выдерживал атаки австро-савойцев в форте Сан-Катрин, отразил их и удерживал позицию, пока не был сменен. Войска принца Евгения отбили форт, и утром 15 августа граф начал атаку, пробился к укреплению, где обрушился на четыре вражеских батальона, державших там оборону, и частью их перебил, частью взял в плен.
Доставил королю известие о снятии осады Тулона принцем Евгением. 1 сентября был произведен в лагерные маршалы и сложил командование полком.
В 1708 году служил в армии маршала Виллара, в 1709—1712 в армии маршала Бервика. 1 декабря 1712 в Версале назначен генеральным наместником губернаторства Мена, Перша и Лаваля, как наследник отца, и вступил в должность после его отставки.
В 1713 году в Рейнской армии, участвовал в осадах Ландау и Фрайбурга, что стало его последней кампанией.
4 марта 1717 получил позволение носить вместо мундира мужское манто (just-au-corps) синего шитья. 8 марта 1718 произведен в генерал-лейтенанты.
1 ноября 1724, после отставки отца, стал первым конюшим инфанты, 29 мая 1725 в Версале был назначен первым конюшим Королевы. 10 сентября принес присягу в Фонтенбло и 21-го был зарегистрирован генеральным контролем Дома Королевы.
16 мая 1728 был пожалован в рыцари орденов короля.
Отказался от должности первого конюшего в сентябре 1735 в пользу сына. Умер в своем наместничестве в Ле-Мане.

## Семья
Жена (13.04.1706): Мари-Элизабет-Клод-Петрониль Бушю де Лессар (1685—9.12.1733), единственная дочь Этьена-Жана Бушю, маркиза де Лессара, государственного советника, и Элизабет Руйе де Меле
Дети:
- Рене-Мари (5.1707—3.08.1742), маркиз де Тессе и Лаварден. Жена (26.10.1735): Мари-Жанна де Бетюн (23.08.1713), дочь герцога Поля-Франсуа де Бетюн-Шаро и Жюли д'Антраг
- Рене-Анн (1710—3.06.1716)
- Элизабет-Рене (17.08.1711, Париж —21.05.1734, замок Верни в Мене), мальтийский рыцарь, называемый шевалье де Тессе, корабельный лейтенант
- Рене-Франсуа (1716—1746), сеньор де Плювье, мальтийский рыцарь, называемый шевалье де Тессе, капитан драгунского полка Дофина, полковник пехотного полка Вермандуа (1740). В битве при Пьяченце 16 июля 1746 потерял ногу, оторванную ядром, и умер через несколько дней. Назначил наследниками двух племянников: старшего сделал универсальным, младшему предоставив узуфрукт
- дочь, ум. в 17 лет в монастыре Сент-Элизабет в Париже, где воспитывалась
- Анн-Анжелика-Рене (19.07.1712—23.04.1771, Роменвиль). Муж (26.04.1728): маркиз Жиль-Анри-Луи-Клер де Шаваньяк в Оверни (16.10.1709, Брест — 16.11.1740, на широте Ямайки), капитан кораблей короля, сын генерал-лейтенанта морских армий маркиза Анри-Луи де Шаваньяка